# Madeleine Béjart
Madeleine Béjart, född 8 januari 1618 i Paris, död 17 februari 1672 i Paris, var en fransk skådespelare och teaterdirektör. Hon var syster eller möjligen mor till Armande Béjart. Hon är även känd för sitt förhållande med Molière. 
Madeleine Béjart tillhörde en familj med många skådespelare och var dotter till Joseph och Marie-Herve Béjart. Hon debuterade med sin bror Joseph och var verksam vid Théâtre du Marais och i provinserna under sent 1630-tal. År 1643 grundade hon i kompanjonskap med Molière Illustre Théâtre, där hon även fungerade som direktör vid sidan av denne. Som administratör ska hon ha varit en god konfliktlösare. 
Béjart var från början med vid Molières teater Troupe de Molière, där hon intog en privilegierad ställning; hon kunde fritt välja roller bland hans pjäser och blev med hjälp av dem en stjärna. Hon spelade hjältinnorna i tragedierna och subretterna i komedierna. Under de sista åren överlät hon fler huvudroller åt Mademoiselle Du Parc och Armande Béjart och valde biroller. 
Georges de Scudery sade om henne: "Hon var vacker, hon var galant, hon var mycket intelligent, hon sjöng, hon dansade väl, hon spelade alla instrument, hon skrev mycket fint i vers och prosa och hennes konversation var mycket underhållande. Hon var utan tvekan en av de bästa skådespelerskorna i sin tid och agerade med sådan charm, att den verkligen livade upp all den låtsade passion man såg henne gestalt på teatern."